# 요일
| 요일   | 요일   | 요일   | 요일   | 요일   | 요일   | 요일   |
| ------ | ------ | ------ | ------ | ------ | ------ | ------ |
| 월요일 | 화요일 | 수요일 | 목요일 | 금요일 | 토요일 | 일요일 |

요일(曜日)은 한 주의 각 날짜별로 이름을 붙인 것을 말한다. 많은 언어권에서 쓰는 요일 이름은 고대 로마인들이 고대의 7행성인 태양·달·화성·수성·목성·금성·토성에 따라 이름을 붙인 것이다.
많은 언어에서 일주일 중 7일에 부여된 이름은 헬레니즘 천문학의 고전 행성 이름에서 파생되었으며, 이는 차례로 현대 신들의 이름을 따서 명명되었다. 이 시스템은 수메르인이 도입하고 나중에 바빌로니아인이 채택했다. 로마 제국은 고대 후기에 이 체계를 채택했다. 일부 다른 언어에서는 일요일이나 월요일부터 시작하여 해당 지역 문화의 신들의 이름을 따서 날짜가 지정된다. 7일 주간은 히브리력에서 초기 기독교로 채택되었으며 점차적으로 로마의 눈디네(internundinum)를 대체했다. 일요일은 태양신 솔 인빅투스의 날이자 주일로 간주되어 주의 첫날로 남아 있었고, 유대인의 안식일은 일곱째 날로 남아 있었다. 콘스탄틴 황제는 서기 321년에 7일 주간을 공식적인 용도로 채택하여 태양절(dies Solis, 일요일)을 법정 공휴일로 만들었다.
국제 표준 ISO 8601에서는 월요일을 한 주의 첫 번째 날로 취급하지만, 많은 국가에서는 두 번째 날로 간주한다.

## 역사

### 그리스·로마
요일의 이름을 천체에서 따온 것은 베티우스 발렌스의 170년경의 저서 《명문집》(Anthologiarum)에서 처음 발견된다. 1세기에서 3세기 사이 로마 제국이 8일 주기였던 달력을 7일 주기로 고치면서, 각 날짜마다 천체의 이름을 따서 태양·달·아레스·헤르메스·제우스·아프로디테·크로노스로 이름붙였다. 후에 게르만족이 이를 차용하면서 게르만 신화의 신으로 이름을 바꾸었다.
일본에서는 헤이안 시대의 홍법대사(弘法大師)가 《숙요경》(宿曜經)에서 전래를 하였고, 이것에 사용된 개념이 칠요(七曜)이며, 칠요에는 일월(日月)과 오성(五星)이라고 표기되어 있다.  오성은 춘추전국시대 후기 오행설과 결합된 목성, 화성, 토성, 금성, 수성이나, 또는 고대 천문학에서 다섯 행성으로 꼽던 세성(歲星), 형혹(熒惑), 진성(鎭星), 태백(太白), 진성(辰星)을 일컫는 말이다.
조선은 음력(대통력과 시헌력)이 기준이었고, 달과 절기를 중심으로 달력을 구성했으며, 요일의 개념은 존재하지 않았다. 1895년 을미사변을 통해 집권한 김홍집 내각이 주도한 〈제3차 갑오개혁〉(을미개혁)을 통해 1896년 태양력을 도입하였으며, 요일의 명칭도 일본의 것을 그대로 따랐다. 외교문서에 태양력을 쓴 것은 1888년부터 요일의 개념을 사용하였다.

## 요일

### 시작
한 주의 시작을 월요일로 보느냐, 일요일로 보느냐는 나라마다 달라서 계속적으로 논쟁이 되고 있는 사안이다.
한편, 국제표준화기구인 ISO에서 제정한 "국제표준 ISO 8601"(날짜 및 시각의 표기)에서는 월요일을 한 주의 시작으로 규정하여 세계 공통으로 삼았다. 대한민국도 국가기술표준원의 "주간 수 결정법》"에서 “1주의 첫 날은 월요일”로 정의하였고, 일본도 일본 산업 규격(JIS)에서 월요일을 첫째날로 지정했다. 그리고 사전적으로 봤을 때 영국도 월요일을 첫째 날로 정의하였지만, 미국은 월요일을 둘째 날로 정의하고 있다. 유대교, 기독교 국가에서 토요일은 휴식을 취하고 예배를 보는 한 주의 마지막 날이라는 문화적 배경을 안고 있다.
(그 외 다른 국가의 관련 표준은 관련 표준 참조)

### 언어별 요일
| 요일         | 일요일                                                  | 월요일                                                | 화요일                                                          | 수요일                                                          | 목요일                                                        | 금요일                                                      | 토요일                                                       |
| ------------ | ------------------------------------------------------- | ----------------------------------------------------- | --------------------------------------------------------------- | --------------------------------------------------------------- | ------------------------------------------------------------- | ----------------------------------------------------------- | ------------------------------------------------------------ |
| 한자         | 日曜日                                                  | 月曜日                                                | 火曜日                                                          | 水曜日                                                          | 木曜日                                                        | 金曜日                                                      | 土曜日                                                       |
| 영어         | Sunday (선데이)                                         | Monday (먼데이)                                       | Tuesday (투스데이)                                              | Wednesday (웬즈데이)                                            | Thursday (서즈데이)                                           | Friday (프라이데이)                                         | Saturday (새러데이)                                          |
| 일본어       | にちようび (니치요비)                                   | げつようび (게츠요비)                                 | かようび (가요비)                                               | すいようび (스이요비)                                           | もくようび (모쿠요비)                                         | きんようび (깅요비)                                         | どようび (도요비)                                            |
| 중국어       | 星期天 (싱치티엔, xīngqītiān) 星期日 (싱치르, xīngqīrì) | 星期一 (싱치이, xīngqīyī)                             | 星期二 (싱치얼, xīngqī’èr)                                      | 星期三 (싱치산, xīngqīsān)                                      | 星期四 (싱치스, xīngqīsì)                                     | 星期五 (싱치우, xīngqīwǔ)                                   | 星期六 (싱치리우, xīngqīliù)                                 |
| 프랑스어     | dimanche (디멍쉬)                                       | lundi (렁디)                                          | mardi (마르디)                                                  | mercredi (메르크르디)                                           | jeudi (쥬디)                                                  | vendredi (벙드흐디)                                         | samedi (쌈디)                                                |
| 이탈리아어   | Domenica (도메니까)                                     | lunedì (루네디)                                       | martedi (마르떼디)                                              | mercoledì (메르꼴레디)                                          | giovedì (죠베디)                                              | venerdì (베네르디)                                          | sabato (사바토)                                              |
| 독일어       | Sonntag (존타크)                                        | Montag (몬타크)                                       | Dienstag (딘스타크)                                             | Mittwoch (미트보흐)                                             | Donnerstag (도너스타크)                                       | Freitag (프라이타크)                                        | Samstag (잠스타크)                                           |
| 스페인어     | domingo (도밍고)                                        | lunes (루네스)                                        | martes (마르테스)                                               | miércoles (미에르꼴레스)                                        | jueves (후에베스)                                             | viernes (비에르네스)                                        | sábado (사바도)                                              |
| 네덜란드어   | Zondag (존닥)                                           | Maandag (망닥)                                        | Dinsdag (딘스닥)                                                | woensdag (원스닥)                                               | Donderdag (돈더닥)                                            | Vrijdag (브리즈닥)                                          | zaterdag (자드닥)                                            |
| 라틴어       | Dies Solis (디엣 솔릿)                                  | Dies Lunae (디엣 루나이)                              | Dies Martis (디엣 말띳)                                         | Dies Mercuii (디엣 멜꾸이이)                                    | Dies Jovis (디엣 요윗)                                        | Dies Veneris (디엣 웨네릿)                                  | Dies Saturni (디엣 사뚤니)                                   |
| 러시아어     | воскресенье (보스크레세니예)                            | понедельник (포네델니크)                              | вторник (브토르니크)                                            | Среда (스레다)                                                  | четверг (쳬트베르크)                                          | пятница (퍄트니차)                                          | суббота (수보타)                                             |
| 태국어       | วันอาทิตย์ (완아팃)                                        | วันจันทร์ (완짠)                                         | วันอังคาร (완앙칸)                                                | วันพุธ (완풋)                                                     | วันพฤหัสบดี (완프르핫싸버디)                                     | วันศุกร์ (완쑥)                                                | วันเสาร์ (완싸우)                                              |
| 베트남어     | chủ nhật (쭈 녓)                                        | thứ hai (트 하이)                                     | thứ ba (트 바)                                                  | thứ tư (트 뜨)                                                  | thứ năm (트 남)                                               | thứ sáu (트 사우)                                           | thứ bảy (트 바이)                                            |
| 아랍어       | إحدى (알아하두)                                         | الاِثْنَيْن (알이스나이니)                                | الثُّلَاثَاء (아쑬라싸우)                                           | اَلْأَرْبَعَاء (알아르바아우)                                         | الخميس (알카미수)                                             | الجمعة (알줌아투)                                           | السبت (아싸브투)                                             |
| 타지크어     | якшанбе (약샨베)                                        | душанбе (두샨베)                                      | сешанбе (쎄샨베)                                                | чоршанбе (초르샨베)                                             | Панҷшанбе (판즈샨베)                                          | Ҷумъа (줌아)                                                | шанбе (샨베)                                                 |
| 튀르키예어   | pazar (파자르)                                          | pazartesi (파자르테씨)                                | Salı (쌀르)                                                     | Çarşamba (챠르샴바)                                             | perşembe (페르솀베)                                           | Cuma (주마)                                                 | cumartesi (주마르테시)                                       |
| 몽골어       | Ням гараг (냠 가릭) / бүтэн сайн өдөр (부튼 생 어더르)  | даваа гараг (다와 가릭) / нэгдэх өдөр (넥더흐 어더르) | мягмар гараг (먁마르 가릭) / хоёр дахь өдөр (호요르도흐 어더르) | лхагва гараг (사과 가릭) / гурав дахь өдөр (고로우 다흐 어더르) | пүрэв гараг (푸룹 가릭) / дөрөв дэх өдөр (더러우 데흐 어더르) | баасан гараг (바슨 가릭) / тав дахь өдөр (타우 다흐 어더르) | бямба гараг (뱜바 가릭) / хагас сайн өдөр (히가스 생 어더르) |
| 미얀마어     | တနင်္ဂနွေနေ့ (떠닝-거눼네) tanin: ganwei nei.                 | တနင်္လာနေ့ (떠닝-라네) Tanin: La Nei                       | အင်္ဂါနေ့ (잉가네) inga nei                                          | ဗုဒ္ဓဟူးနေ့ (붓더후네) bou’dahu- nei                                  | ကြာသပတေးနေ့ (짜다버데-네) kya dhabadei nei                          | သောကြာနေ့ (따욱짜네) thauʔ kya n                                  | စနေနေ့ (싸네네) sanei nei                                       |
| 인도네시아어 | hari Minggu (하리 밍구)                                 | hari Senin (하리 스닌)                                | hari Selasa (하리 슬라사)                                       | hari Rabu (하리 라부)                                           | hari Kamis (하리 까미스)                                      | hari Jumat (하리 주맛)                                      | hari Sabtu (하리 삽뚜)                                       |
| 포르투갈어   | domingo (도밍구)                                        | segunda-feira (세궁다 페이라)                         | terça-feira (뗄싸 페이라)                                       | quarta-feira (꽐따 페이라)                                      | Quinta-feira (킹따 페이라)                                    | sexta-feira (쎄스따 페이라)                                 | sábado (싸바두)                                              |
| 네팔어       | रविवार (라비와-르)                                        | सोमसोमवार (쏨와-르)                                      | मंगलवार (망갈와-르)                                               | बुधवार (부드와-르)                                                | बृहस्पतिवार (구르와-르)                                           | शुक्रवार (슈끄르와-르)                                         | शनिवार (샤니와-르)                                             |
| 캄보디아어   | ថ្ងៃអាទិត្យ (틍아이 아떳)                                    | ថ្ងៃច័ន្ទ (퉁아이 짠)                                     | ថ្ងៃអង្គារ (틍아이 엉꺼이)                                          | ថ្ងៃពុធ (틍아이 뿟)                                                | ថ្ងៃព្រហស្បតិ៍ (틍아이 쁘로호)                                      | <ថ្ងៃសុក្រ (퉁아이 쏙)                                          | ថ្ងៃសៅរ៍ (틍아이 싸으)                                           |
| 스와힐리어   | Jumapili (주마필리)                                     | Jumatatu (주마타투)                                   | Jumanne (주만네)                                                | Jumatano (주마타노)                                             | Alhamsisi (알하미씨)                                          | Ijumaa (이주마)                                             | Jumamosi (주마모시)                                          |
| 스웨덴어     | söndag (뢰르다그)                                       | måndag (몬다그)                                       | tisdag (티스다그)                                               | onsdag (운스다그)                                               | torsdag (투쉬다그)                                            | fredag (프리에다그)                                         | lördag (쇤다그)                                              |
| 체코어       | Neděle (네뎨-ㄹ 레)                                     | pondělí (뽄뗄리)                                      | úterý (우-떼리)                                                 | středa (스트쮀다)                                               | čtvrtek (슈트붸텍)                                            | pátek (빠-떽)                                               | sobota (쏘보타)                                              |
| 폴란드어     | Niedziela (니에드졜라)                                  | Poniedziałek (포니드쟈우엑)                           | Wtorek (브토렉)                                                 | Środa (싀로다)                                                  | Czwartek (츠봐르텍)                                           | Piątek (피온텍)                                             | Sobota (소보타)                                              |
| 핀란드어     | sunnuntai (쏘논따이)                                    | maanantai (마난따이)                                  | torstai (또르스따이)                                            | keskiviikko (께스끼비꼬)                                        | torstai (또르스따이)                                          | perjantai (뻬리안따이)                                      | lauantai (라우안따이)                                        |
| 스웨덴어     | söndag (쇤다그)                                         | måndag (몬다그)                                       | tisdag (티스다그)                                               | onsdag (운스다그)                                               | torsdag (투쉬다그)                                            | fredag (프리에다그)                                         | lördag (뢰르다그)                                            |
| 인도네시아어 | Hari Minggu (하리 밍구)                                 | Hari Senin (하리 스닌)                                | Hari Selasa (하리 슬라사)                                       | Hari Rabu (하리 라부)                                           | Hari Kamis (하리 까미스)                                      | Hari Jumat (하리 줌앗)                                      | Hari Sabtu (하리 삽뚜)                                       |
| 그리스어     | Κυριακή (η) (끼리아끼)                                  | Δευτέρα (η) (데프테라)                                | Τρίτη (η) (뜨리띠)                                              | Τετάρτη (η) (테따르띠)                                          | Πέμπτη (η) (뻼띠)                                             | Παρασκεύη (η) (빠라스케비)                                  | Σάββατο (το) (사바토)                                        |
| 크로아티아어 | vikend (비켄드)                                         | ponedjeljak (뽀네데랴크)                              | utorak (우또라크)                                               | srijeda (스리에라)                                              | četvrtak (세뜨렉따크)                                         | petak (뻬따크)                                              | subota (수보따)                                              |
| 루마니아어   | duminică (두미니까)                                     | luni (루니)                                           | marţi (메르띠)                                                  | miercuri (미에르꼬리)                                           | joi (조이)                                                    | vineri (삐네리)                                             | sâmbătă (쌈빠따)                                             |
| 우즈베크어   | Yakshanba (약샨바)                                      | Dushanba (두샨바)                                     | Seshanba (세샨바)                                               | Chorshanba (처르산바)                                           | Payshanba (파이샨바)                                          | Juma (주마)                                                 | Shanba (샨바)                                                |
| 우르두어     | اتوار (이뜨와르)                                        | سوموار (송봐르)                                       | منگل (망갈)                                                     | بدھ (부드)                                                      | جمعرات (쥬메랏)                                               | جمعہ (쥼마)                                                 | ہفتے کے روز (하쁘따)                                         |
| 타직어       | якшанбе (약샨베)                                        | душанбе (두샨베)                                      | сешанбе (쎄샨베)                                                | чоршанбе (초르샨베)                                             | Панҷшанбе (판즈샨베)                                          | Ҷумъа (줌아)                                                | шанбе (샨베)                                                 |
| 우즈베크어   | Yakshanba (약샨바)                                      | Dushanba (두샨바)                                     | Seshanba (세샨바)                                               | Chorshanba (처르산바)                                           | Payshanba (파이샨바)                                          | Juma (주마)                                                 | Shanba (샨바)                                                |
| 불가리아어   | неделя (네델리아)                                       | понеделник (뽀네데오니끄)                             | вторник (브또르니끄)                                            | сряда (쓰리아따)                                                | четвъртък (주뜨베르따끄)                                      | петък (뻬따끄)                                              | събота (쓰보따)                                              |
| 세르비아어   | nedelja (네딜락)                                        | ponedeljak (뽀네딜라크)                               | utorak (우또라크)                                               | sreda (스레다)                                                  | četvrtak (주드베르다크)                                       | petak (뻬따크)                                              | subota (수보따)                                              |
| 헝가리어     | vasárnap (바샤르넢)                                     | hétfő (헤트푀)                                        | kedd (케드)                                                     | szerda (세르더)                                                 | csütörtök (최퇴르퇵)                                          | péntek (펙텍)                                               | szombat (솜버트)                                             |
| 우크라이나어 | неділя ()                                               | понеділок ()                                          | вівторок ()                                                     | середа ()                                                       | четвер ()                                                     | п'ятниця ()                                                 | субота ()                                                    |
| 페르시아어   | یک شنبه (옉샴베)                                        | دو شنبه (도샴베)                                      | سه شنبه (쎄샴베)                                                | چهارشنبه (처허르샴베)                                           | پنج شنبه (판즈샴베)                                           | جمعه (좀에)                                                 | شنبه (샴베)                                                  |
| 라오어       | ວັນອາທິດ (완아팃)                                         | ວັນຈັນ (완짠)                                           | ວັນອັງຄານ (완앙칸)                                                | ວັນພຸດ (완풋)                                                     | ວັນພະຫັດ (완파핫)                                               | ວັນສຸກ (완쑥)                                                 | ວັນເສົາ (완싸오)                                               |
| 줄루어       | iSonto (이손또)                                         | uMsombuluko (움솜불루코)                              | uLwesibili (울웨시빌리)                                         | uLwesithathu (울웨시타투)                                       | uLwesine (울웨시네)                                           | uLwesihlanu (울웨시흘라누)                                  | uMgqibelo (움그끼벨로)                                       |
| 슬로베니아어 | nedelja (ne) (네델리아)                                 | ponedeljek(po) (보네델리끄)                           | torek (to) (토레크)                                             | sreda (sre) (스레다)                                            | četrtek (če) (주토르테크)                                     | petek (pe) (페텤크)                                         | sobota (so) (소보타)                                         |
| 키르기스어   | жекшемби (젝쉠비)                                       | дүйшөмбү (뒤이쇰뷔)                                   | шейшемби (쇠이쉠비)                                             | шаршемби (샤르쉠비)                                             | бейшемби (베이쉠비)                                           | жума (주마)                                                 | ишемби (이쉠비)                                              |

## 같이 보기
- 주